# Borostomias panamensis
Borostomias panamensis és una espècie de peix de la família dels estòmids i de l'ordre dels estomiformes.

## Morfologia
- Els mascles poden assolir 30 cm de longitud total.[3][4]

## Alimentació
Menja principalment crustacis.

## Hàbitat
És un peix marí i d'aigües profundes que viu fins als 1.800 m de fondària.

## Distribució geogràfica
Es troba al Pacífic oriental (des de Point Conception -Califòrnia, Estats Units- fins a Panamà). També és present a Xile.